# AdMob
AdMob là một công ty quảng cáo di động được thành lập bởi Omar Hamoui. Tên AdMob là một từ ghép cho "quảng cáo trên điện thoại di động". Nó được hợp nhất vào ngày 10 tháng 4 năm 2006  trong khi Hamoui đang học trường kinh doanh tại Wharton. Công ty này trụ sở tại Mountain View, California. Vào tháng 11 năm 2009, nó đã được Google mua lại  với giá 750 triệu đô la. Việc mua lại được hoàn tất vào ngày 27 tháng 5 năm 2010  Apple Inc. cũng đã bày tỏ sự quan tâm đến việc mua công ty cùng năm, nhưng họ đã bị Google bỏ thầu. Trước khi được Google mua lại, AdMob đã mua lại công ty AdWhirl, trước đây là Adrollo, một nền tảng để phát triển quảng cáo trong các ứng dụng iPhone. AdMob cung cấp các tùy chọn quảng cáo cho nhiều nền tảng di động, bao gồm Android, iOS, webOS, Flash Lite, Windows Phone và tất cả các trình duyệt web di động tiêu chuẩn.
AdMob là một trong những nền tảng quảng cáo di động lớn nhất thế giới và tuyên bố sẽ phục vụ hơn 40 tỷ quảng cáo biểu ngữ và biểu ngữ di động mỗi tháng trên các trang web di động và ứng dụng điện thoại.  
Vào ngày 16 tháng 5 năm 2013, Google đã công bố xây dựng lại nền tảng AdMob  tại I / O 2013 của họ bằng cách sử dụng công nghệ từ các nền tảng khác của họ như AdSense với mục tiêu giúp các nhà phát triển ứng dụng xây dựng doanh nghiệp của họ.

## Công nhận
Năm 2009, AdMob đã được liệt kê trong số 10 mobiThinkers hàng đầu năm 2009.
Năm 2010, AdMob đã nhận được giải thưởng Mobile Premier.
Vào tháng 5 năm 2010, AdMob đã được công nhận là một trong những "Công ty Thung lũng Silicon nóng nhất" bởi Lead411.

## AdMob Mafia
Giá mua lại lớn đã trả cho AdMob, bằng cách đánh giá nhanh cổ phiếu Google, tương đối ngay sau khi thành lập (4 năm), dẫn đến một sự phân phối hào phóng của tiền bán hàng cho các khoản thuê đầu tiên của nó. Nhiều người đã trở thành nhà đầu tư lớn trong các công ty khởi nghiệp công nghệ và được biết đến ở Luân Đôn với tên gọi AdMob Mafia, liên quan đến PayPal Mafia nổi tiếng. Cụ thể là Chung Man Tam, Russell Buckley, Jules Maltz và Charles Yim đã tham gia đầu tư và tư vấn cho các công ty khởi nghiệp, với Russell Buckley đóng vai trò cố vấn cho Chính phủ Anh  về đầu tư mạo hiểm vào hệ sinh thái công nghệ của Anh.